# Huub van Ginneken

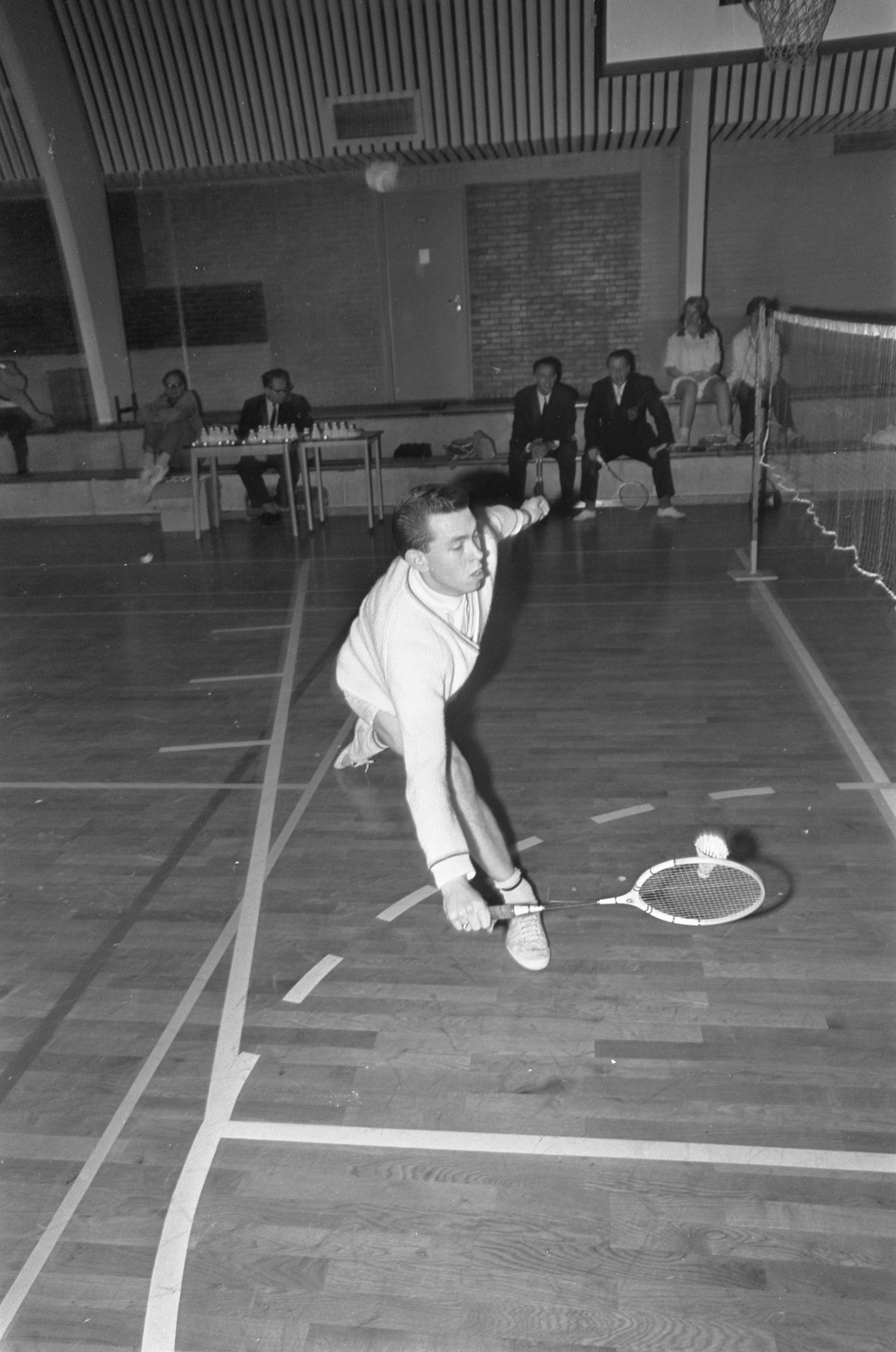
Huub van Ginneken 1967

Huub van Ginneken (* um 1945) ist ein niederländischer Badmintonspieler.

## Karriere
Huub van Ginneken siegte 1966 erstmals bei den nationalen Titelkämpfen in den Niederlanden, wobei er im Herreneinzel erfolgreich war. Vier weitere Titelgewinne folgten 1969, 1973 und 1974. 1968 nahm er an den Badminton-Europameisterschaften teil.

## Sportliche Erfolge
| Saison | Veranstaltung                      | Disziplin    | Platz | Name                                  |
| ------ | ---------------------------------- | ------------ | ----- | ------------------------------------- |
| 1966   | Niederlande: Einzelmeisterschaften | Herreneinzel | 1     | Huub van Ginneken                     |
| 1969   | Niederlande: Einzelmeisterschaften | Herrendoppel | 1     | Huub van Ginneken / Ruud van Ginneken |
| 1973   | Niederlande: Einzelmeisterschaften | Herreneinzel | 1     | Huub van Ginneken                     |
| 1973   | Niederlande: Einzelmeisterschaften | Mixed        | 1     | Huub van Ginneken / Joke van Beusekom |
| 1973   | Niederlande: Einzelmeisterschaften | Herrendoppel | 1     | Huub van Ginneken / Clemens Wortel    |
| 1974   | Niederlande: Einzelmeisterschaften | Mixed        | 1     | Huub van Ginneken / Joke van Beusekom |